# Снятинка
Сня́тинка (англ. Sniatynka) — село в Дрогобицькій міській громаді Дрогобицького району Львівської області.
Є Снятинський навчально-виховний комплекс «Загальноосвітній навчальний заклад І-ІІ ст.-дошкільний навчальний заклад» Дрогобицького району Львівської області
Снятинка поділяється на Горішній і Долішній кінець і Кут.
У 1866 році Артур Ґроттґер  відвідав Снятинку, що належала Станіславу Тарновському, де виконав низку малюнків і олійних картин, зокрема: диптих, присвячений Січневому повстанню, та картони «Боротьба» і «Дух» для серії «Литва».

## Історія
Снятинка поділяється на Горішній і Доліпній кінець і Кут. Селом протікав невеличкий Чорний Потік, який під час повені завдавав селянам багато шкоди. В Долішньому кінці знаходився вже згаданий панський фільварок граб'янки графині Марії Тарновськоoї, де працювали багато селян. Частина їх наймалася в Дрогобичі, дехто-у відомого будівничого Миколи Чаповського, який зводив хати, школи і мости по всіх довколипніх селах. В селі не бракувало своїх ремісників. Серед них столяри Микола Стефанків, Петро Бунь і Василь Сабат, шевці Курдинович, його сини Мар'ян і Володимир, також Михайло i Володимир Мартин, Василь i Володимир Молодецькі, кравц Губицький із синами, Михайло Викрикач, Микола Iльницький i Осип Турик, стельмахи Василь Косикі Павло Стефанків, ткачі Антін Нижник, Василь Нижник (німий), Олекса Свірняк, муляри Осип і Дмитро Мартини.
Iснували дві олійниці-у Василя Турика і Костя Клима, які займалися й пасічництвом. Серед заможних господарів доцільно назвати Дмитра Калічака, Миколу Берсзу, Миколу Хлоня, Миколу Стеця, Василя Сабата а також Стефанківа, Франківа, Войтанівського та Бунів. Решта були дрібними землевласниками. Три молочарі-жиди, скуповували за безцінь молоко, і два відкрили споживчі крамниці. Микола Турик також мав крамницю. Аби конкурувати з жидами, він у 1928р. разом 3 іншими господарями заснували свою споживчу кооперативу. У видолинку стояла дерев'яна церква св. Миколая, збудована у 1867 році.
Господарство Тарнавських було зразковим для всіх навколишніх сіл. Добротний кам'яний палац потопав у тутешньому дендропарку. Tінисті алеї, впорядкований фільварок, блакитні плеса ставків, окультурений ліс, мисливські угіддя, господарські будівлі, вимощена дорога - все свідчило про вишуканий смак та бережливості ставлення «патрона» села до довкілля. Останній зі снятинських графів Станіслав Тарновський вважався не тільки добрим господарником, але й великим любителем старовини, мистецтва, пристрасним книголюбом. В його маєтку часто відпочивали відомі діячі польської культури. Протягом 1860-х років тут кілька разів гостював талановитий польський художник Артур Гроттер і написав декілька картин. Відвідував Тарновських і Ян Матейко, який виконав портрет графа. Бажаними були в мастку художники Артур Готліб, товариш Івана Франка по навчанню в Дрогобицькій гімназії, та Юлій Коссак (чий батько був з Дрогобича).

## Школа
Першу згадку про школу знаходимо у відомостях про польського художника Артура Гротгера, який в 1860р. на запрошення дідича Снятинки Станіслава Тарновського відвідав село, в нього відпочивав і змалював стареньку сільську «шкілку». 
Протягом тривалого часу в Снятинці дяковчителем працював Ілля Микитин. Відомо, що в 1882 р. він прибув у Снятинку як дяковчитель. На самому початку навчав дiтей по хатах, бо не було приміщення. Мабугь, стара «шкілка» вже на той час не існувала.
3 часом дякові вдалося винаймити стару халупину на одну кімнату і влаштувати там «дяківку». В 1887р. дяк навчав десять хлопців віком від 10 до 17 років. Про Іллю Микитина збереглися ще деякі факти. Зокрема, в метричній книзі реєстрації шлюбів с такий запис: "В 1898р. Iлля Микитин, півець церковний в Снятинці, вдовець літ ", обряду руського, вінчався в костелі на Елисаветі, вдовиці літ 31 по Михайлі Чистоховськім, доньці Петра Веселовського, коваля у Вацевичах».
Дяковчителем він працював, до 1900р., коли в селі відкрилась державна народна школа. До самої смерті він одночасно виконував обов'язки сільського дяка, брав активну участь у громадському житті села, в організацї та роботі cільської «Просвіти».
ПЕРШИЙ ДИРЕКТОР ШКОЛИ
Протягом тривалого часу в Снятинській школі працював учителем і директором школи Іван Романяк, син Михайла Романяка і Антоніни з Романовських, дрогобицьких міщан. Народився Іван Романяк 10 червня 1881 року в Дрогобичі. Після закінчення школи на Зварицькому передмісті вступив до Самбірської вчительської ссмінарії і закінчив у 1900р. Відтак працював першим директором Снятинсыкої школи. Молодий вчитель відзначався великою працьовитістю і брав дуже активну участь у громадсько-культурному житі села як член церковного комітету, сільської «Просвіти», керівник і учасник драматичного гуртка. Доклав багато зусиль для будівництва нової школи (там зараз сільський клуб).
За його ініціативою в соті роковини з дня народження Т. Шевченка посадили два «Тарасові дуби». Був організатором спорудження в 1919 р. будинку для «Просвіти». Проживав у приміщенні школи. Мав найбільшу в селі пасіку кількістю до ста вуликів. Поза програмою викладав у школі як необов'язкові предмети пасічництво і садівництво. Практичні заняття проводив у шкільному саду і на власній пасіці. Завдяки йому в селі прижилися багато гарних сортів фруктових дерев і ягідних кущів. 
У різний час село відвідували Іван Франко, видатна співачка Соломія Крушельницька, рідна сестра якої Марія Дроздовська певний час мешкала в Дрогобичі і часто гостювала в тутешнього вчителя Івана Романяка. 3 приходом радянських військ у 1939 р. нова влада заснувала у фільварку перший показовий колгосп на Дрогобиччині. Після німецько-радянської війни в маєтку Тарновських квартирувала спеціальна військова частина для боротьби з ОУН-УПА, після чого до 1959р. містився дитячий будинок. Надалі приміщения передали Снятинській основній школі.